# Fucosterol
Fucosterol es un esterol con actividad anti-diabética aislado a partir de algas.